# Club Deportivo Maipú
El Club Deportivo Maipú es un club deportivo de la ciudad de Maipú, provincia de Mendoza, Argentina. Su disciplina más destacada el fútbol profesional. Actualmente milita en la Primera Nacional.
Participó de las primeras seis ediciones de la Primera B Nacional desde la 1986-87 a la 1991-92.
Su clásico rival es Gutiérrez Sport Club.

## Historia

### Fundación

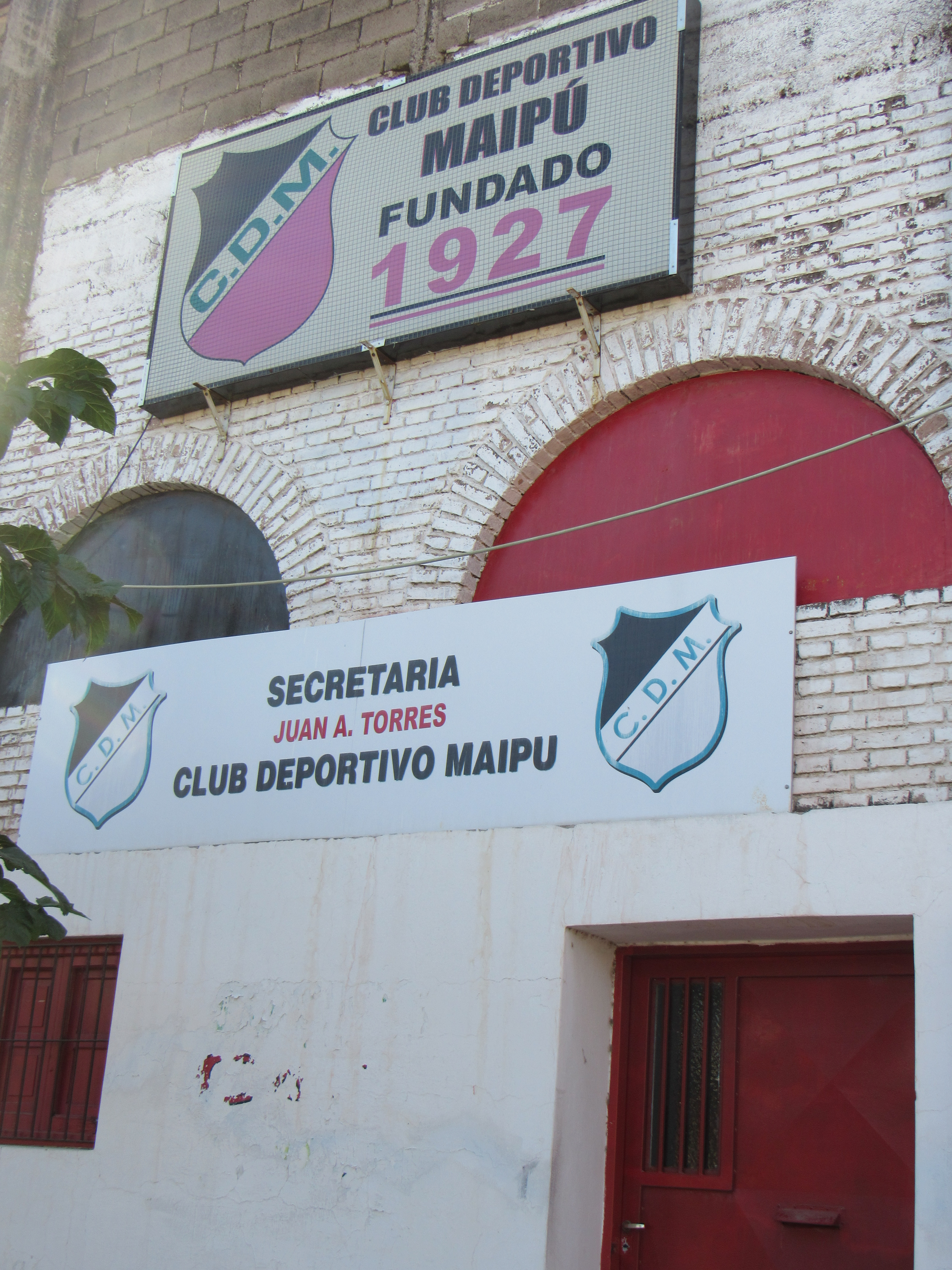
Acceso a la Secretaría del Deportivo Maipú

Fue fundado oficialmente el 16 de diciembre de 1927, aunque venía funcionando desde un año atrás. Previamente hubo dos clubes en la ciudad: Sportivo Maipú (fundado en 1912) y Pedal Club Maipú (más dedicado al ciclismo), que fueron los antecesores.

### Liga Mendocina de Fútbol
Hasta 1933 jugaría en la división intermedia (hoy Primera B) de la Liga Mendocina de Fútbol, cuando consiguió el ascenso luego de una gran campaña donde ganaría 15 de los 16 partidos.
En marzo de 1936, se fusionó efímeramente con Gutiérrez Sport Club conformándose el Maipú-Gutiérrez, pero luego de una mala campaña, dicha fusión se desarmó.
Sus primeros títulos llegarían en la década de 1950 bajo la dirección técnica de Raimundo Orsi. En 1953 el primer equipo campeón contaba con Primo y Aldo Palazzo, Brasile, Correa, Vallone, Abraham, Suero, Berdía, Savino, Gil, Ropero, Castillo, Perrone, Labayrú (tenía 40 años), Bouchard, Moreno y Molina.
El segundo título lo obtuvo en 1958 con Guibaudo, Spitalieri, Castro, Robito, Calderero, Aldo Palazzo, Gorostieta (era sobrino de Orsi), Bayerchús, Petraglia, Tejada, Wilson, Nieto, García, Fiochetti, Molina, Sisti, Pizzolato y Martínez.

### El primer club mendocino en la B Nacional
El siguiente campeonato llegaría recién en 1985 bajo la conducción técnica de José Ramos Delgado, y un plantel conformado por Murcia, Silva, Raúl Rogel, Marabelli, Lamolla, Fóppoli, Pralóng, Brunet, Scatolaro, Villarreal, Zuín, Gauto, Álvarez, Soto, Muñoz, Piaggio, Scivoletto, Giuberti, Luis Sperdutti, Olmedo, Barrios, Escobar y Olmos.
Ese equipo obtendría además el Clasificatorio de 1986 para participar en el primer Nacional B, categoría donde se mantendría hasta 1992.
En 1997 de la mano de Sergio Scivoletto el cruzado Ganaría el Campeonato Clasificatorio, donde surgiria el apodo de "Super Depor".
En el año 2003 Carlos Cesar Sperdutti se haría cargo del primer equipo y lo llevaría a conquistar el título anual de la Liga Mendocina de Fútbol.

### La vuelta al Nacional
El 31 de enero de 2021 logró el ascenso a la segunda categoría del fútbol argentino: Primera Nacional (ex B Nacional) después de 29 años, venciendo a Deportivo Madryn por 2-0. Con goles de Veliez y Persia, en el Estadio Omar Higinio Sperdutti.
Este torneo que comenzó con un torneo finalizado por la pandemia del Covid-19 con Deportivo Maipú puntero con Villa Mitre (Bahía Blanca), ambos con 39 puntos. Luego le daría la posibilidad de jugar la zona campeonato de un torneo transición en el cual perdería la posibilidad del primer ascenso por salir segundo (pero mejor posicionado en la tabla general para las definciones en su cancha para el reducido por el segundo ascenso).
En este reducido eliminó en su cancha a Camioneros (1-0), Sportivo Las Parejas (1-0), Sarmiento de Resistencia (2-0) y la final a Deportivo Madryn (2-0).

### La familia cruzada
En su historia fueron destacables las familias Andrada, Palazzo y Sperdutti.

### Copa Argentina

#### Edición 2017-18
El 15 de mayo de 2018 eliminó a Chacarita Juniors de la Copa Argentina con una histórica goleada de 3-0, estando en el Federal A y Chacarita en Primera B Nacional.

## Uniforme
- Uniforme titular: Camiseta roja con una banda blanca que cae de forma oblicua de izquierda a derecha, pantalones y medias rojas.
- Uniforme suplente: Camiseta gris con vivos negros, blancos y rojos, pantalones grises y medias negras.
- Uniforme alternativo: Camiseta verde, pantalones y medias verdes.

### Evolución del uniforme
| 2010-13 | 2013-14 | 2014 | 2015 | 2016 | 2016-17 | 2017 |

| 2018 | 2018-19 | 2019-20 | 2021 | 2022 | 2023 | 2024 |

### Indumentaria y patrocinador
| Período       | Proveedor       |
| ------------- | --------------- |
| 1980-1987     | Felipe Deportes |
| 1987-1990     | Nanque          |
| 1990-1994     | Topper          |
| 1994-1996     | Reusch          |
| 1996-2004     | Levallier       |
| 2004-2005     | Umbro           |
| 2005-2008     | DRB Dribbling   |
| 2008-2013     | Balonpié        |
| 2013-2014     | Il Ossso Sports |
| 2015-2016     | Knock           |
| 2016-2019     | Il Ossso Sports |
| 2019-2022     | Leatix          |
| 2023-presente | IFK Sports      |

| Período       | Proveedor       |
| ------------- | --------------- |
| 1980-1987     | Felipe Deportes |
| 1987-1990     | Nanque          |
| 1990-1994     | Topper          |
| 1994-1996     | Reusch          |
| 1996-2004     | Levallier       |
| 2004-2005     | Umbro           |
| 2005-2008     | DRB Dribbling   |
| 2008-2013     | Balonpié        |
| 2013-2014     | Il Ossso Sports |
| 2015-2016     | Knock           |
| 2016-2019     | Il Ossso Sports |
| 2019-2022     | Leatix          |
| 2023-presente | IFK Sports      |

| Período       | Patrocinador                                    |
| ------------- | ----------------------------------------------- |
| 1983-1984     | Felipe Deportes                                 |
| 1985-1986     | Philco                                          |
| 1986-1987     | Termidor                                        |
| 1987-1988     | Brylcreem                                       |
| 1988-1989     | Vino Toro                                       |
| 1989-1990     | Huarpe Seguros                                  |
| 1990-1991     | Cooperativa TAC Diario Los Andes                |
| 1991-1992     | Cooperativa TAC Minerva Seguros                 |
| 1992-1993     | Cooperativa TAC Gobierno de Mendoza             |
| 1993-1994     | Alfajores Tical                                 |
| 1994-1995     | Tienda Avenida                                  |
| 1995-1997     | Loff Deportes                                   |
| 1997-1999     | Santucci Hermanos                               |
| 1999-2007     | Loff Deportes                                   |
| 2007-2008     | Loff Deportes Blow Max                          |
| 2008-2009     | Cata Casino de Mendoza Blow Max                 |
| 2009-2012     | Cata Loff Deportes Blow Max                     |
| 2012-2013     | Empresa Maipú Cata Loff Deportes                |
| 2013-2014     | Andesmar Gobierno de Mendoza Loff Deportes      |
| 2015-2016     | Andesmar Municipalidad de Maipú Empresa Maipú   |
| 2016-2017     | Andesmar Secco Empresa Maipú                    |
| 2017-2018     | Cata Gobierno de Mendoza Empresa Maipú          |
| 2018-2021     | Municipalidad de Maipú Cata Gobierno de Mendoza |
| 2021-2022     | Municipalidad de Maipú Gobierno de Mendoza      |
| 2023          | Wolf Group Municipalidad de Maipú               |
| 2024-presente | ATACC Auto Shop                                 |

| Período       | Patrocinador                                    |
| ------------- | ----------------------------------------------- |
| 1983-1984     | Felipe Deportes                                 |
| 1985-1986     | Philco                                          |
| 1986-1987     | Termidor                                        |
| 1987-1988     | Brylcreem                                       |
| 1988-1989     | Vino Toro                                       |
| 1989-1990     | Huarpe Seguros                                  |
| 1990-1991     | Cooperativa TAC Diario Los Andes                |
| 1991-1992     | Cooperativa TAC Minerva Seguros                 |
| 1992-1993     | Cooperativa TAC Gobierno de Mendoza             |
| 1993-1994     | Alfajores Tical                                 |
| 1994-1995     | Tienda Avenida                                  |
| 1995-1997     | Loff Deportes                                   |
| 1997-1999     | Santucci Hermanos                               |
| 1999-2007     | Loff Deportes                                   |
| 2007-2008     | Loff Deportes Blow Max                          |
| 2008-2009     | Cata Casino de Mendoza Blow Max                 |
| 2009-2012     | Cata Loff Deportes Blow Max                     |
| 2012-2013     | Empresa Maipú Cata Loff Deportes                |
| 2013-2014     | Andesmar Gobierno de Mendoza Loff Deportes      |
| 2015-2016     | Andesmar Municipalidad de Maipú Empresa Maipú   |
| 2016-2017     | Andesmar Secco Empresa Maipú                    |
| 2017-2018     | Cata Gobierno de Mendoza Empresa Maipú          |
| 2018-2021     | Municipalidad de Maipú Cata Gobierno de Mendoza |
| 2021-2022     | Municipalidad de Maipú Gobierno de Mendoza      |
| 2023          | Wolf Group Municipalidad de Maipú               |
| 2024-presente | ATACC Auto Shop                                 |

## Rivalidades

### Clásico maipucino
El «Clásico maipucino», enfrenta a los dos equipos de fútbol más importantes del departamento Maipú de Mendoza: Deportivo Maipú y Gutiérrez Sport Club.
| Equipo               | Jugados | Ganados | Empatados | Goles a favor |
| -------------------- | ------- | ------- | --------- | ------------- |
| Deportivo Maipú      | 160     | 150     | 51        | 15            |
| Gutiérrez Sport Club | 160     | 10      | 51        | ?             |

### Otras rivalidades
Otra fuerte rivalidad del club es con Gimnasia y Esgrima de Mendoza, con quien ha compartido categoría desde hace varios años.

## Estadio
El Omar Higinio Sperdutti es el estadio del Club Deportivo Maipú. Está ubicado en Vergara y Mercedes Tomasa de San Martín de la ciudad de Maipú (Mendoza).

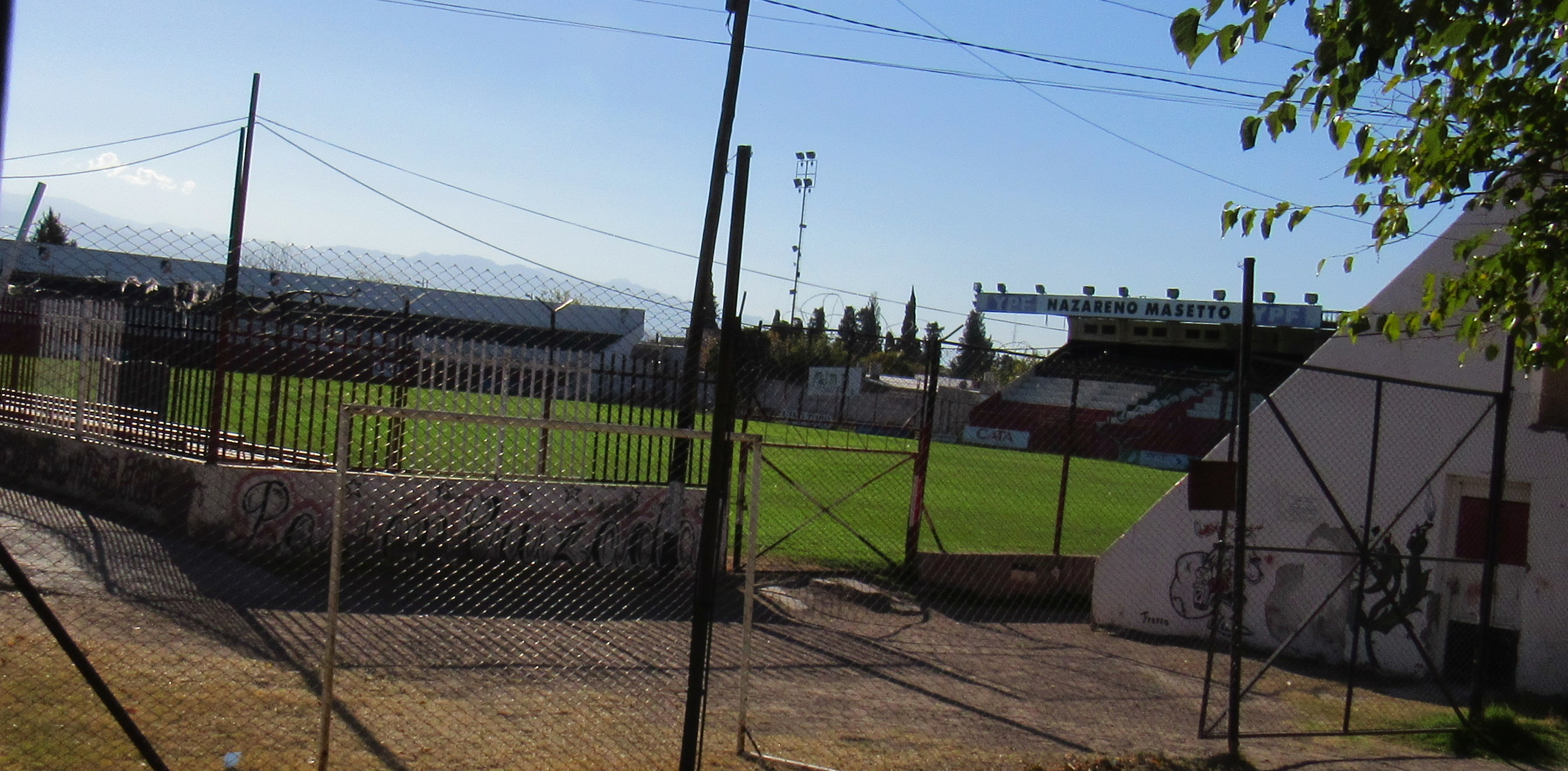
Estadio Omar Higinio Sperdutti

Tiene capacidad para 9260 espectadores en las siguientes tribunas:
- Platea techada "Felipe Vellene", capacidad 800 espectadores y 10 cabinas de transmisión. Es la tribuna destinada al público local.
- Platea descubierta preferencial "José Gucchone", capacidad 600 espectadores. Ubicada en el Sur y utilizada por el familiares de jugadores y allegados al club. Arriba de esta tribuna están los palcos para prensa, dirigentes y debajo los camarines. Hacia el Este cuenta con una pequeña tribuna pegada a la tela con capacidad para 200 personas.
- Platea descubierta Roque Avallay, capacidad 4060 espectadores. Ubicada en el Oeste y utilizada por el público local. Su ingreso se realiza por calle Belgrano. En el año 2021 se le incorporaron nuevas hileras de butacas ampliando su capacidad en 60 localidades.
- Tribuna Pedro Manfredini. Popular local, donde se ubica el grueso de la hinchada, capacidad 3600 espectadores.

## Datos del club
- Temporadas en Primera División: 0.
- Temporadas en Segunda División: 9 (1986-87 – 1991-92 y  2021 – presente).
- Mayor goleada conseguida:
  - En campeonatos nacionales: 5-1 a Chacarita Juniors y Ferro (GP) (en 1987-88); Belgrano (en 1988-89) y Tigre (en 1989-90).
- Mayor goleada recibida: .
  - En campeonatos nacionales: 7-0 de Deportivo Mandiyú (en 1987-88).
- Mejor puesto en la liga: 
  - En Segunda División: Final de reducido (en 2023).
- Peor puesto en la liga:
  - En Segunda División: 21.° (en 1991-92).
- Máximo goleador: Sebastián Coria (47).[13]
- Más partidos disputados: Enzo Imbesi (250).[13]
- Mayor cantidad de encuentros dirigidos: Carlos Sperdutti.
- Ascensos/descensos:

 2005: invitación al Torneo Argentino B (3 temporadas).
 2007-08: ascenso al Torneo Argentino A / Torneo Federal A (7 temporadas).
 2020: ascenso a la Primera Nacional (3 temporadas).

## Jugadores

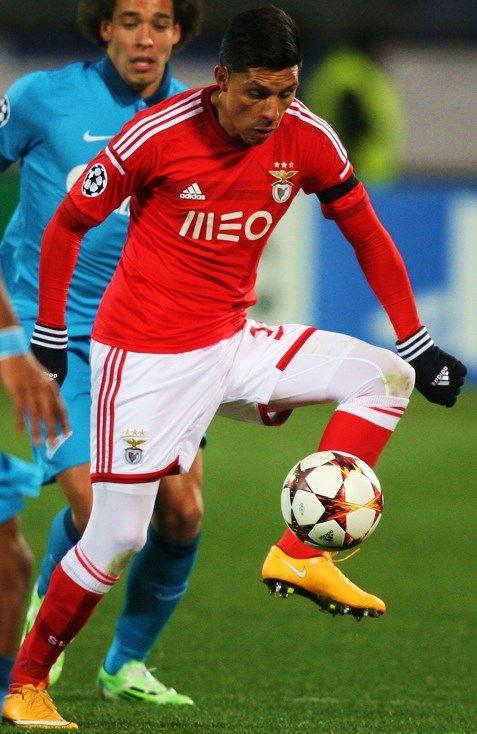
Enzo Pérez, formado en el club, en 2014.

Entre los jugadores destacados en su historia, algunos de los cuales luego trascenderían a nivel nacional y mundial se encuentran:
- Carlos Sperdutti: quien fue jugador del club y luego como Director Técnico consiguió el Campeonato de la Liga Mendocina de Fútbol 2003, Ascenso al Argentino B 2005 y Ascenso al Argentino A 2008. Bajo su dirección técnica el Club consiguió mantener un invicto jugando como local de 58 partidos (Récord Nacional).
- Enzo Pérez: donde debutó en primera a los 15 años, luego sería campeón de la Libertadores con Estudiantes de la Plata y con River Plate y jugaría los Mundiales de 2014 y 2018.[14]
- Pedro Waldemar Manfredini:[2]
- Primo Palazzo: ídolo de la década del 50, Campeón de la Liga Mendocina 1953.
- Roque Avallay:[2].
- Roberto Jaime Corro
- Sergio Scivoletto: jugador surgido de las divisiones inferiores del Club, Campeón de la Liga Mendocina de Fútbol 1985 y campeón del Clasificatorio y Ascenso al Nacional B 1986. Luego como Director Técnico consiguió el Clasificatorio de la Liga Mendocina de Fútbol en 1997.
- Justo "Wicha" Molina: gran pilar del Campeón de Liga Mendocina 1958.
- Sebastian "El pampero" coria: goleador historico del botellero.
- Enzo "El gringo" imbesi: referente y capitan el la decada del 2010.

### Plantel y cuerpo técnico 2025
- Los equipos argentinos están limitados a tener un cupo máximo de seis jugadores extranjeros, aunque solo cinco podrán firmar la planilla del partido

#### Altas
| Invierno           |                |                                |                      |
| Marco Campagnaro   | Defensa        | Agente libre                   | Libre                |
| Agustín Bustinduy  | Centrocampista | River Plate                    | Libre                |
| Agustín Páez       | Delantero      | Instituto de Córdoba           | Libre                |
| Verano             |                |                                |                      |
| Nahuel Galardi     | Guardameta     | Defensores de Belgrano (VR)    | Libre                |
| Ignacio Pietrobono | Guardameta     | Defensores de Belgrano         | Libre                |
| Arón Agüero        | Defensa        | Ferro de General Pico          | Regresa del préstamo |
| Luciano Arnijas    | Defensa        | Unión La Calera                | Préstamo             |
| Nahuel Bernabé     | Defensa        | San Martín de Mendoza          | Préstamo             |
| Lucas Faggioli     | Defensa        | Barracas Central               | Regresa del préstamo |
| Lucas Vallejo      | Defensa        | Santamarina de Tandil          | Préstamo             |
| Mirko Bonfigli     | Centrocampista | Belgrano de Córdoba            | Libre                |
| Marcelo Eggel      | Centrocampista | Orense                         | Regresa del préstamo |
| Alan Galeano       | Centrocampista | Lanús                          | Libre                |
| Diego Ramírez      | Centrocampista | Olimpo de Bahía Blanca         | Libre                |
| Tomás Silva        | Centrocampista | Huracán Las Heras              | Regresa del préstamo |
| Matías Villarreal  | Centrocampista | Agropecuario de Carlos Casares | Libre                |
| Pío Bonacci        | Delantero      | Ñublense                       | Libre                |
| Franco Saccone     | Delantero      | Gutiérrez SC                   | Préstamo             |
| Iván Sandoval      | Delantero      | Atlético Rafaela               | Libre                |

#### Bajas
| Invierno           |                |                               |                       |
| Nahuel Bernabé     | Defensa        | San Martín de Mendoza         | Fin del préstamo      |
| Nicolás Del Priore | Centrocampista | Tristán Suárez                | Rescisión de contrato |
| Diego Ramírez      | Centrocampista | Olimpo de Bahía Blanca        | Rescisión de contrato |
| Maximiliano Solari | Delantero      | Agente libre                  | Rescisión de contrato |
| Verano             |                |                               |                       |
| Tomás Clavijo      | Guardameta     | Gutiérrez SC                  | Fin de contrato       |
| Juan Pablo Cozzani | Guardameta     | Platense                      | Traspaso              |
| Gonzalo Rehak      | Guardameta     | San Martín de Burzaco         | Rescisión de contrato |
| Sebastián Sosa     | Guardameta     | Juventud Las Piedras          | Rescisión de contrato |
| Nicolás Agorreca   | Defensa        | Cipolletti de Río Negro       | Fin de contrato       |
| Felipe Coronel     | Defensa        | San Luis de Quillota          | Fin de contrato       |
| Imanol González    | Defensa        | Gimnasia y Esgrima (M)        | Rescisión de contrato |
| Tomás Núñez        | Defensa        | Huracán de Comodoro Rivadavia | Fin de contrato       |
| Patricio Ostachuk  | Defensa        | Independiente                 | Fin del préstamo      |
| Misael Tarón       | Defensa        | Ferro                         | Fin del préstamo      |
| Facundo Giaccone   | Centrocampista | Huracán                       | Fin del préstamo      |
| Andrés Lioi        | Centrocampista | Colegiales                    | Fin de contrato       |
| Agustín Manzur     | Centrocampista | Guaraní                       | Traspaso              |
| Fausto Montero     | Centrocampista | Atlanta                       | Fin de contrato       |
| Sergio Olano       | Centrocampista | Juventud Unida (G)            | Fin de contrato       |
| Rodrigo Ramírez    | Centrocampista | Atlanta                       | Fin de contrato       |
| Gonzalo Gómez      | Delantero      | Midland                       | Fin del préstamo      |
| Federico Rasic     | Delantero      | Civitanovese                  | Fin de contrato       |
| Misael Sosa        | Delantero      | Sporting Cristal              | Traspaso              |

#### Cesiones
| Jugador           | Posición       | Destino                        | Fin del préstamo |
| ----------------- | -------------- | ------------------------------ | ---------------- |
| Juan Pablo Noce   | Guardameta     | Agropecuario de Carlos Casares | 31-12-2025       |
| Santiago Moyano   | Defensa        | Central Córdoba (SdE)          | 31-12-2025       |
| Álvaro De Gaetani | Centrocampista | Defensores de Belgrano (VR)    | 31-12-2025       |
| Luciano Ortega    | Centrocampista | Huracán Las Heras              | 31-12-2025       |
| Alan Ortiz        | Centrocampista | Argentino de Quilmes           | 31-12-2025       |
| Ezequiel Almirón  | Delantero      | Tristán Suárez                 | 31-12-2025       |

## Entrenadores
- 1953-1958:  Raimundo Orsi
- 1963:  Raimundo Orsi
- 1969:  Raimundo Orsi
- 1985-1987:  José Ramos Delgado
- 1988-1989:  Ramón Cabrero
- 1989-1990:  Leopoldo Jacinto Luque
- 1990-1992:  José Ramos Delgado
- 2002-2014:  Carlos Sperdutti[16]
- 2014:  Pablo Cuello[17]
- 2014-2015:  Andrés Villafañe[18]
- 2015-2016:  Sergio Scivoletto[19]
- 2016:  Carlos Sperdutti[20]
- 2016-2017:  Juan Carlos Bermegui[21]
- 2017-2020:  Carlos Sperdutti
- 2020-2021:  Luciano Theiler
- 2021:  Cristian Campagnani
- 2021:  Mauricio Magistretti
- 2022:  Juan Manuel Sara
- 2023:  Luis García[22]
- 2024:  Rubens Sambueza[23]
- 2024-Actual:  Juan Manuel Sara[24]

## Palmarés

### Torneos nacionales
- Cuarta División de Argentina (1): 2007-08.

### Torneos regionales
- Primera A de Liga Mendocina (4): 1953, 1958, 1985-86, 2003.[7]
- Subcampeón de Primera A de Liga Mendocina (4): 1940, 1942, 1943 y 1983.
- Primera B de Liga Mendocina (4): 1933, 1982, 1993-94, 1998.[7]
- Copa Mendoza (1): 2022.[25]

### Torneos regionales amistosos
- Torneo Zonal del Vino (2): 1973, 1978.